# Рагнарёк: эпоха огня и песка
«Рагнарок: Эпоха огня и песка» — книга политика из Миннесоты Игнатиуса Л. Доннелли, впервые опубликованная в 1883 году. Представляет собой дополнение к более известной работе автора Атлантида: мир до потопа.

## Аргументы автора
В «Рагнароке» Доннелли утверждает, что 12 000 лет назад на Землю упала огромная комета, что привело к массовым пожарам, наводнениям, ядовитым газам и необычайно жестоким и продолжительным зимам. Катастрофа уничтожила более развитую цивилизацию, заставив её перепуганное население искать убежища в пещерах. Как пещерные жители, они утратили все знания об искусстве, литературе, музыке, философии и технике (см. Рагнарёк).
В качестве доказательства он приводит трещины глубиной 900 футов, расходящиеся от Великих озёр и простирающиеся на многие мили. Он признает, что было высказано предположение, что эти трещины были вызваны ледяными щитами, но предполагает, что это объяснение маловероятно, вместо этого сравнивая их с «трещинами в окне, в которое ударили камнем». Если ледяные щиты могли создавать такие трещины, спрашивает он, почему подобные трещины не были обнаружены где-либо еще на земном шаре? Он добавляет к этому обсуждение поверхностных пород в Нью-Йорке, которые, кажется, претерпели радикальное химическое изменение — полевой шпат превратился в сланец, а слюда отделилась от железа, как если бы они подверглись огромному теплу и давлению, как они, вероятно, сделали бы в случае, если бы комета ударила о Землю. Он исключает другие теории, которые могли вызвать это, такие как азотная кислота и тёплые дожди, заявляя, что это единичный случай, в то время как тёплые дожди могут происходить в любое время и в любом месте, а археологических свидетельств происхождения азотной кислоты нет.
Он указывает на множество легенд и мифов из различных культур, таких как зороастрийская, пиктская, индуистская и Древняя Греция, которые все наводят на мысль о комете, ударяющей о Землю, о возгорании земли, о ядовитых газах, удушающих людей, о наводнениях и приливных волнах, затопляющих обширные территории. Он также обсуждает склонность ранней культуры к гелиотеизму, который, по его словам, развился из благодарности Солнцу после стольких ужасных дней без него.

## Дальнейшее чтение
- Винчелл, Александр (1887). «Комета Игнатиуса Доннелли», The Forum, Vol. IV, с. 105–115.